# John Jahr (Curler)
John Jahr jr. jr. (auch Johnny Jahr; * 10. April 1965 in Hamburg) ist ein deutscher Curler und Geschäftsmann.

## Leben
John Jahr jr. jr. ist Enkel des gleichnamigen Verlegers John Jahr senior, der 1965 die Gruner + Jahr GmbH und Co. gründete. Nach seinem Abitur diente John Jahr jr. jr. bei der Sportschule der Bundeswehr und absolvierte eine Banklehre bei der Hamburger Privatbank Marcard, Stein & Co. Im Anschluss studierte er in München und Hamburg. 1992 stieg er bei dem Hamburger Maklerunternehmen Engel & Völkers ein. Ende der 1990er-Jahre gab Jahr jr. jr. seine frühe Curling-Karriere auf und kümmerte sich als studierter Betriebswirt fortan vor allem um die Geschäfte des Familienunternehmens, zu denen die Jahr & Heine Grundbesitz GmbH gehören, sowie das Maklerunternehmen Dahler & Company und Beteiligungen am Medienunternehmen Gruner + Jahr (bis 2014) und an den Spielbanken in Hamburg und Wiesbaden. Mit dem Tod seines Vaters im Jahr 2006 intensivierten sich diese Engagements. Jahr ist verheiratet und hat drei Kinder. Seine Schwester, die Journalistin Jonica Jahr war von 1995 bis 1997 mit Kai Diekmann verheiratet.

### Sportliche Laufbahn
Sein Vater John Jahr junior, der ebenfalls lange Zeit im Vorstand des Verlagshauses saß, baute ab 1969 den Curling Club Hamburg auf und legte damit das Fundament für die Tradition der Sportart in der Hansestadt. Jahr jr. jr. begann bereits in seiner Kindheit, sich an Spielen des Vereins zu beteiligen, und nahm 1984 als Skip mit einem eigenen Team an den Curling-Juniorenweltmeisterschaften im kanadischen Cornwall teil, wo er den siebten Rang belegte. In den darauffolgenden Jahren spielte Jahr als Second in der Mannschaft von Rodger Gustaf Schmidt und gewann dabei unter anderem den Titel bei der Curling-Europameisterschaft 1985 sowie die Silbermedaille bei der Weltmeisterschaft 1987. Als Kapitän nahm er zudem mit einem Team des CC Hamburg an der Weltmeisterschaft 1996 teil, errang dort den achten Platz unter zehn startenden Mannschaften.
Ende der 1990er-Jahre gab Jahr jr. jr. seine Curling-Karriere auf und kümmerte sich um die Geschäfte des Familienunternehmens. 2010 begann Jahr jedoch erneut, in Hamburg ein Curling-Team aufzubauen. Ziel war es, sich für die Olympischen Winterspiele zu qualifizieren. Um ihn formierte sich eine fünfköpfige Mannschaft, die neben ihm als Skip aus Christopher Bartsch, Felix Schulze, Peter Rickmers und Sven Goldemann bestand. In den folgenden Jahren kämpfte das Hamburger Team mit der bis dahin stärksten deutschen Mannschaft, dem CC Füssen, darum, welcher Klub Deutschland bei den verschiedenen Großereignissen vertreten durfte. 2011 belegte Jahrs Mannschaft bei der Europameisterschaft in Moskau den siebten Rang. Nachdem das Füssener Team 2012 bei den Europameisterschaften einen der hinteren Ränge belegt hatte und damit aus der A-Gruppe abgestiegen war, musste der CC Hamburg im Winter 2013/14 zunächst bei der B-Europameisterschaft wieder den Aufstieg in die erste Gruppe schaffen, um sich dann bei der Olympiaqualifikation den Startplatz für die Spiele 2014 in Sotschi zu sichern. Dafür war eine rund 70-tägige Vorbereitung notwendig, die die eigentlichen Amateure als „semi-professionell“ beschrieben.
Nach zwei Niederlagen beim Qualifikationsturnier in Füssen Mitte Dezember 2013 gelang es Jahr jr. jr. und seinem Team, die restlichen sechs Spiele und damit das gesamte Turnier für sich zu entscheiden, was ihm den Startplatz für die Olympischen Spiele einbrachte. Dort war Jahr jr. jr. der älteste aktive Vertreter der deutschen Olympiamannschaft; mit 48 Jahren war er mehr als drei Jahrzehnte älter als die Teamjüngsten, die Shorttrackerin Anna Seidel sowie die Skispringerin Gianina Ernst. Das deutsche Curling-Team erreichte in Sotschi den 10. Platz in der Vorrunde.
2018 spielte er erstmals bei einer Senioren-Weltmeisterschaft und kam mit der von ihm geführten Mannschaft auf den neunten Platz.